# Ciriaco de Ostia
Ciriaco fue obispo de Ostia, y sufrió martirio durante las persecuciones del emperador Alejandro Severo o, según el Acta martyrum ad Ostia Tiberina bajo el gobierno de Claudio Gótico siendo vicario Ulpio Romulo.Ciriaco fue martirizado junto al presbítero Máximo y Arquelao el diácono,este último junto al cual comparte celebración en el martirologio romano.
En las ruinas de Ostia se ha encontrado un oratorio cristiano con un sarcófaco que dice "HIC QVIRIACVS DORMIT IN PACE" (Aquí Ciriaco duerme en paz), el cual se cree perteneció a este mártir.